# Corporation de gestion des rivières Matapédia et Patapédia
Pour les articles homonymes, voir Matapédia et Patapédia.
La Corporation de gestion des rivières Matapédia et Patapédia (CGRMP) est un organisme sans but lucratif québécois qui gère la réserve faunique des Rivières-Matapédia-et-Patapédia, ainsi que la réserve faunique de Dunière, dans la vallée de la Matapédia. Le siège social de l'organisme est situé à Causapscal.

## Historique
L'organisme a été créé à la fin des années 1980. C'est à la suite d'une concertation avec 23 municipalités des municipalités régionales de comté d'Avignon et de La Matapédia que la Corporation de gestion des rivières Matapédia et Patapédia a été mandatée afin de gérer la réserve faunique des Rivières-Matapédia-et-Patapédia en 1993, mais surtout ses populations de saumons de l'Atlantique des rivières Matapédia et Patapédia et de leurs tributaires.